# Микрохимеризм

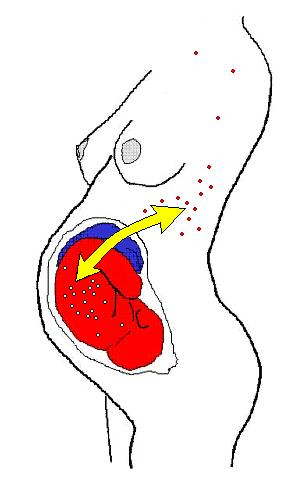
Во время беременности, двухстороннее движение иммунных клеток может происходить через плаценту. Обменянные клетки могут делиться и устанавливать долгосрочные клеточные линии, которые иммунологически активны даже спустя десятилетия после родов.

Микрохимеризм — явление, характеризующееся наличием в многоклеточном организме (плацентарные млекопитающие) небольшого количества клеток, которые происходят (и самостоятельно передаются в обход полового размножения) от другого родственного многоклеточного организма и, следовательно, генетически отличны от клеток хозяина-носителя. Это явление может быть связано с определёнными типами аутоиммунных заболеваний, однако механизмы, ответственные за эту связь, пока не ясны.

## Этимология
В организме человека, по подсчётам исследователей, приблизительно на миллион своих клеток приходится одна чужая. Поскольку это соотношение незначительно, явление получило специальное название микрохимеризм (от  μικρός — «малый» и Χίμαιρα — «Химера», мифическое существо с головой льва, туловищем козы и хвостом в виде змеи).

## Разновидности
Возможны несколько вариантов микрохимеризма: фетальный (миграция клеток плода в организм матери), материнский (миграция материнских клеток в организм плода), трансплантационный (как правило, в результате гемотрансфузий), микрохимеризм близнецов (обмен клетками между близнецами), переход из кровотока матери в организм плода клеток от предыдущих беременностей (миграция клеток старших братьев и сестёр к младшим через посредничество матери), обмен клетками между супругами.

## Наблюдения микрохимеризма

### Человек
У человека (и, возможно, у всех плацентарных) наиболее распространённой формой является фетальный микрохимеризм (также известный как эмбриональный химеризм), в котором клетки плода проникают через плаценту и создают клеточные клоны в организме матери. Было зарегистрировано, что фетальные клетки сохраняются и размножаются в организме матери в течение нескольких десятилетий. Точный фенотип этих клеток неизвестен, однако было выявлено несколько различных типов клеток, например, различные иммунные линии, мезенхимальные стволовые клетки и плацентарно полученные клетки. Потенциальные последствия для здоровья от присутствия этих клеток в настоящее время до конца неизвестны.
Согласно одной из гипотез, переданные матери клетки плода могут вызвать подобие иммунной реакции отторжения трансплантата (англ. Graft-versus-host disease), приводящую к аутоиммунному заболеванию. Это объясняет, почему многие аутоиммунные заболевания более распространены среди женщин детородного возраста (до 40 лет). Кроме того, независимые исследования показали, что микрохимерные клетки, исходящие из плода, могут быть задействованы в патогенезе системной склеродермии. Микрохимерные клетки материнского происхождения могут быть вовлечены в патогенез группы аутоиммунных заболеваний у детей, то есть ювенильные идиопатические воспалительные миопатии (один из примеров — ювенильный дерматомиозит). Исследования показали, что ткани миокарда мальчиков, умерших от сердечного приступа, содержат значительное количество женских клеток, что может быть подтверждением того, что организм атакует не свои, а чужие клетки, находящиеся в его тканях.
Другая основная гипотеза состоит в том, что клетки плода помогают восстановиться травмированным или больным тканям в теле матери, где они выступают в качестве стволовых клеток и участвуют в регенерации. Так, американский нобелевский лауреат Филип Хенч наблюдал случаи временного выздоровления беременных женщин, страдающих ревматоидным артритом, который считался неизлечимым аутоиммунным заболеванием. Исследования группы Джей Ли Нельсон из Онкологического исследовательского центра Фреда Хатчинсона в Сиэтле показали, что это происходит благодаря антигенам лейкоцитов, перешедших от эмбриона. Барух Ринкевич, старший исследователь Национального института океанографии в Тель-Авиве, предположил, что микрохимеризм является важным эволюционным механизмом, предназначенным для формирования у плода врождённого иммунитета.
Также возможно, что некоторые клетки плода являются всего лишь «случайными прохожими» и не оказывают никакого влияния на здоровье матери.
После рождения ребёнка примерно 50—75 % женщин являются носителями клеточных линий иммунной системы, перешедших от плода. Материнские клетки иммунной системы также присутствуют в потомстве, хотя это явление встречается в два раза реже.
Микрохимеризм, не связанный с эмбриональным, также был зафиксирован после переливания крови пациентам, иммунитет которых был сильно ослаблен в результате различных травм.

### Животные
Микрохимеризм наблюдается в большинстве пар близнецов у крупного рогатого скота. Обычно плаценты разнояйцевых близнецов у КРС соединяются, что приводит к обмену клетками. Если пара близнецов разнополая, то мужские гормоны от эмбриона бычка вызывают эффект частичной маскулинизации у эмбриона тёлки, создавая фримартина. Фримартины рождаются самками, но являются бесплодными и поэтому не могут быть использованы для размножения или получения молока. Микрохимеризм определяет метод диагностики, поскольку мужской генетический материал может быть обнаружен в образце крови.

## Веб-ссылки
- Алла Астахова Чужие // Итоги (№ 12/719, 22.03.10)